# Apobletes montrouzieri
Apobletes montrouzieri är en skalbaggsart som beskrevs av Sylvain Auguste de Marseul 1860. Apobletes montrouzieri ingår i släktet Apobletes och familjen stumpbaggar. Inga underarter finns listade i Catalogue of Life.